# Arvorezinha
Arvorezinha è un comune del Brasile nello Stato del Rio Grande do Sul, parte della mesoregione del Nordeste Rio-Grandense e della microregione di Guaporé.